# 威爾金斯角
威爾金斯角（英語：Cape Wilkins）是南極洲的海岬，位於肯普地，處於福爾德島北端，是史蒂芬森灣入口處東部，在1931年2月18日由探險隊發現，現時由南極條約體系管理。